# اریک ادو
اریک ادو (هلندی: Eric Addo؛ زادهٔ ۱۲ نوامبر ۱۹۷۸) یک بازیکن فوتبال اهل غنا است.
وی همچنین در تیم ملی فوتبال غنا بازی کرده‌است.